# Empoasca tanova
Empoasca tanova är en insektsart som beskrevs av Irena Dworakowska 1980. Empoasca tanova ingår i släktet Empoasca och familjen dvärgstritar. Inga underarter finns listade i Catalogue of Life.